# AW149
Die AgustaWestland AW149 ist ein mittelschwerer Mehrzweck-Militärhubschrauber des italienischen Rüstungskonzerns Leonardo.

## Geschichte und Konstruktion
Die AW149 wurde 2006 auf der Farnborough Air Show vorgestellt. Die AW149 ist eine Weiterentwicklung der AW139 und verfügt über einen größeren Rumpf und stärkere Triebwerke, was zu einem größeren Frachtvolumen und einer höheren Nutzlast führt. Am 13. November 2009 absolvierte der erste Prototyp seinen Erstflug vom AgustaWestland-Werk in Vergiate in Norditalien aus. Am 26. Februar 2011 startete der zweite Prototyp, der erste mit Serientriebwerken, zu seinem Erstflug von Vergiate aus.
Am 20. Juni 2011 kündigte AgustaWestland den AW189, eine zivile Weiterentwicklung des AW149, für den Einsatz im Jahr 2013 an.

## Betriebliche Geschichte
Die militärische Zulassung für den AW149 wurde von Finmeccanica auf der Luftfahrtmesse in Farnborough 2014 bekannt gegeben. Das Fahrwerk kann eine Landung mit einer Sinkgeschwindigkeit von 9,5 m/s verkraften, verglichen mit 2 m/s bei einem zivilen Hubschrauber. Der AW149 wird als Alternative zur Sikorsky UH-60-Black-Hawk-Familie vermarktet. Thailand hat 5 AW149-Hubschrauber bestellt und ist der erste Exportkunde. Die italienische Luftwaffe zog den AW149 als Such- und Rettungshubschrauber in Betracht, entschied sich aber stattdessen für den leichteren AW139M.
Im April 2019 bestellte die ägyptische Marine 24 AW149 mit der Option auf 10 weitere; die ersten Lieferungen erfolgten Ende 2020.
AgustaWestland hat eine Version des AW149 mit der Bezeichnung TUHP149 als Kandidat für das Turkish Utility Helicopter Program (TUHP) für die türkischen Streitkräfte eingereicht. Das Programm sah ein erstes Los von 109 Hubschraubern im Wert von 4 Mrd. USD vor, wobei sich die Zahl der Folgeaufträge auf bis zu 300 Hubschrauber erhöhen könnte. Am 21. April 2011 gab der türkische Verteidigungsminister bekannt, dass der Sikorsky S-70i Black Hawk den Zuschlag erhalten habe.
Leonardo hat den AW149 für das britische Programm New Medium Helicopter vorgeschlagen, das die Puma-Hubschrauber der RAF ersetzen soll, wobei die Produktion im Leonardo-Werk in Yeovil erfolgen soll, falls die Bewerbung erfolgreich ist.
Im Juni 2022 gab der polnische Verteidigungsminister bekannt, dass Polen 32 AW149-Hubschrauber bestellen wird, die ab dem vierten Exemplar im Leonardo-Werk PZL Świdnik hergestellt werden sollen. Der Vertrag wurde am 1. Juli 2022 unterzeichnet und hat einen Wert von 1,85 Mrd. USD (1,76 Mrd. EUR). Die Lieferung ist für die Jahre 2023–2029 geplant.

## Betreiber
Ägypten
Ägyptische Marine: 24, 2019 bestellt, zzgl. 10 Optionen, 5 geliefert im Jahr 2020, 5 geliefert im Jahr 2021
 Malaysia
Königlich Malaysische Luftstreitkräfte: 12 AW149, Zulauf geplant in 2 Losen zu je 12 Exemplaren (Auswahlentscheidung 2024, Bestellung 2025)
Polis Diraja Malaysia: 7
Malaysian Maritime Enforcement Agency: 4
Malaysische Marine: 2
Feuerwehr- und Rettungsagentur („Bomba“): 2
 Nordmazedonien
Armee von Nordmazedonien: 4 AW149 bestellt
 Polen
Polnische Armee: 32 2022 bestellt, Lieferung von 2023 bis 2029 geplant, 3 im Jahr 2023 ausgeliefert
 Thailand
Königlich Thailändische Polizei: 1 in Dienst gestellt
Königlich Thailändische Armee: 5 in Dienst gestellt

## Technische Daten

### Allgemeine Merkmale
- Besatzung: 2
- Kapazität: max. 18 oder; 12 Soldaten oder 2.720 kg externe Anhängelast
- Länge: 17,57 m (57 ft 8 in)
- Breite: 3,06 m (10 ft)
- Höhe: 5,14 m (16 ft 10 in)
- Bruttogewicht: 8.600 kg (18.959 lb)
- Triebwerk: 2 × Safran Aneto-1K, je 1.715 kW (2.300 PS) Maximale Dauerleistung
- Durchmesser des Hauptrotors: 14,6 m (47 ft 11 in)

### Leistung
- Höchstgeschwindigkeit: 310 km/h (190 mph, 170 kn)[3]
- Reisegeschwindigkeit: 278 km/h (173 mph, 150 kn)
- Reichweite: 800 km (497 mi, 432 nmi)
- Flugdauer: 4 Stunden